# 伊比爾治·伊斯
伊比爾治·奥卢奇·伊斯（英語：Eberechi Oluchi Eze；1998年6月2日—），是一名英格蘭職業足球員，現效力英超球隊水晶宮。他出生於倫敦的格林威治，父母是尼日利亞人。

## 球會生涯
2020年8月28日，伊斯與英超球队水晶宫签约，合同为期五年，据说转会费约为1700万英镑。
在2025年的足總盃決賽中，伊斯的進球讓水晶宫以1-0擊敗曼城，協助球队首次獲得錦標。

## 國家隊生涯
2023年5月，伊斯首次入選英格蘭國家隊出戰2024年歐洲國家盃外圍賽。
2024年6月，伊斯入選了英格蘭隊參加2024年歐洲足球錦標賽的26人名單。

## 荣誉
水晶宫
- 英格兰足总杯冠軍：2024–25[8]
- 英格蘭社區盾冠軍：2025[9]

## 外部連結
- Profile （页面存档备份，存于） at the Crystal Palace F.C. website
- 足球数据库：伊比爾治·伊斯的球员统计数据